# Big Life (album)
| Recensione | Giudizio |
| ---------- | -------- |
| AllMusic   |          |

Big Life è il quarto album in studio del gruppo musicale statunitense Night Ranger, pubblicato nel marzo 1987 dalla MCA Records.

## Tracce
1. Big Life – 5:16 (Jack Blades, Brad Gillis)
2. Color of Your Smile – 4:13 (Blades)
3. Love Is Standing Near – 4:24 (Blades, Kelly Keagy, Alan Fitzgerald)
4. Rain Comes Crashing Down – 5:56 (Blades)
5. The Secret of My Success – 4:26 (Blades, David Foster, Tom Keane, Michael Landau)
6. Carry On – 4:19 (Blades, Keagy)
7. Better Let It Go – 4:40 (Blades, Keagy)
8. I Know Tonight – 4:03 (Blades)
9. Hearts Away – 4:58 (Blades)

## Singoli
- The Secret of My Success (1987)
- Hearts Away (1987)
- Color of Your Smile (1987)

## Formazione
- Jack Blades – voce, basso
- Jeff Watson – chitarra
- Brad Gillis – chitarra
- Alan Fitzgerald – tastiere
- Kelly Keagy – batteria, voce

Altri musicisti
- Michael Landau – chitarra in The Secret of My Success
- David Foster – tastiere in The Secret of My Success
- Kevin Chalfant, Bill Champlin, Max Haskett – cori